# Biebelnheim
Biebelnheim – miejscowość i gmina w Niemczech, w kraju związkowym Nadrenia-Palatynat, w powiecie Alzey-Worms, wchodzi w skład gminy związkowej Alzey-Land.